# Wrightia demartiniana
Wrightia demartiniana là một loài thực vật có hoa trong họ La bố ma. Loài này được Chiov. miêu tả khoa học đầu tiên năm 1915.